# Villa medicea de Careggi
La villa medicea de Careggi es una villa patricia de los Médici en las colinas junto a Florencia, Toscana, Italia.

## Historia

### Renacimiento
La propiedad fue comprada el 17 de junio de 1417 por Juan de Médici. Tras la muerte de este, su hijo Cosme de Médici se propone remodelar la villa y su patio central.
La villa pertenecía a las primeras villas de los Médici, aunque destaca por ser sede de la Academia Platónica Florentina fundada por Cosme de Médici, quien falleció en la villa en 1464. Como la mayoría de villas de familias florentinas, el edificio también se utilizaba como granja para ayudar a la familia a autoabastecerse. El arquitecto encargado por Cosme fue Michelozzo, quien remodeló la fortificada villa que tenía aspecto de castillo. Michelozzo comenzó a construir la villa cuidadosamente desde su famoso jardín amurallado, como era típico en jardines medievales, que daba al último piso con la logia. Dividió la construcción en dos etapas, la primera finalizada en 1440 y la segunda en 1459. Michelozzo también construyó la villa medicea de Fiesole, que tiene un carácter más renacentista.
Su nieto Lorenzo de Médici posteriormente amplió los jardines y murió en la villa en 1492. Marsilio Ficino, quien falleció también en la villa en 1499, era un miembro destacado de la Academia. Más tarde, la villa fue desatendida hasta 1615, cuando el cardenal Carlos Fernando de Médici llevó a cabo grandes trabajos para remodelar el interior y renovar el jardín.

### Edad Contemporánea
La villa fue comprada por el heredero de los Médici en Lorena, Vicenzo Orsi, en 1779. Posteriormente, los herederos de Orsi se lo vendieron al inglés Francis Sloane en 1848. Sloane plantó flora exótica como cedros del Líbano, cedros del Himalaya, secuoyas californianas, arbustus del Mediterráneo oriental y palmeras, que dieron al complejo un carácter de arboreto o jardín botánico. Él mismo falleció en la villa en 1871. 
Pasó por diversos propietarios hasta que en 1936 se utilizó para albergar oficinas y un hospital. A pesar de que la villa debía estar abierta al público por imposición legal, en la práctica se pusieron muchas restricciones a la hora de hacer turismo. Además, se hizo un uso inadecuado del monumento, por ejemplo, utilizando la mayoría de los jardines como aparcamiento.
Finalmente, dejó de servir como hospital en 2008 y quedó abandonado durante unos años, hasta que en 2013 pasó a propiedad de la región de la Toscana. A finales de ese mismo año fue declarada Patrimonio de la Humanidad por la UNESCO. Actualmente se encuentra en un proceso de restauración y está cerrado al público hasta 2020.